# Rue de Gergovie
La rue de Gergovie est une voie du 14e arrondissement de Paris, en France.

## Situation et accès
La rue de Gergovie est une voie publique située dans le 14e arrondissement de Paris. Elle débute  rue de la Procession et se termine au 134, rue d'Alésia.

## Origine du nom
Située dans le voisinage de la rue Vercingétorix, cette rue porte le nom de la ville de Gaule, Gergovie, assiégée par César.

## Historique
Cette voie, de l'ancienne commune de Vaugirard, a été créée en deux phases :
- la partie située entre les rues Blottière et Raymond-Losserand est tracée sur le plan de Roussel de 1730 sous le nom de « chemin Vert », prolongement du chemin de la Procession, qui prend le nom, en 1804, de « chemin des Trois-Cornets », autre nom du « Moulin janséniste » situé au coin de la chaussée du Maine et de la rue de Vanves[1] ;
- la rue des Trois-Cornets est englobée en 1833 dans la rue de la Procession, mais en 1873, on en détache une partie qui prend le nom de « rue de Gergovie ».

## Bâtiments remarquables et lieux de mémoire
- En 1897, l'Œuvre de la chaussée du Maine, fondée par Élise de Pressensé, inaugure l'asile temporaire d'enfants animé par Julie Siegfried. Bâti sur un terrain qui s'étend de la rue de Gergovie jusqu'à l'avenue Villemain, il possède une entrée sur chacune de ces voies. Cet asile est destiné à accueillir une cinquantaine d'enfants de quinze jours à quatre mois dont les mères sont hospitalisées ou contraintes de travailler[2].
- Nos 80-82 : la doctoresse et féministe Madeleine Pelletier (1874-1939) y travailla et y vécut. Une plaque dévoilée en 2012 lui rend hommage[3].
- No 86 : le Foyer Le Pont (Centre européen de rencontre des Églises protestantes de Paris) y accueille depuis 1968 des jeunes femmes en quête d'une place de fille au pair, des étudiantes et des jeunes travailleuses[4].

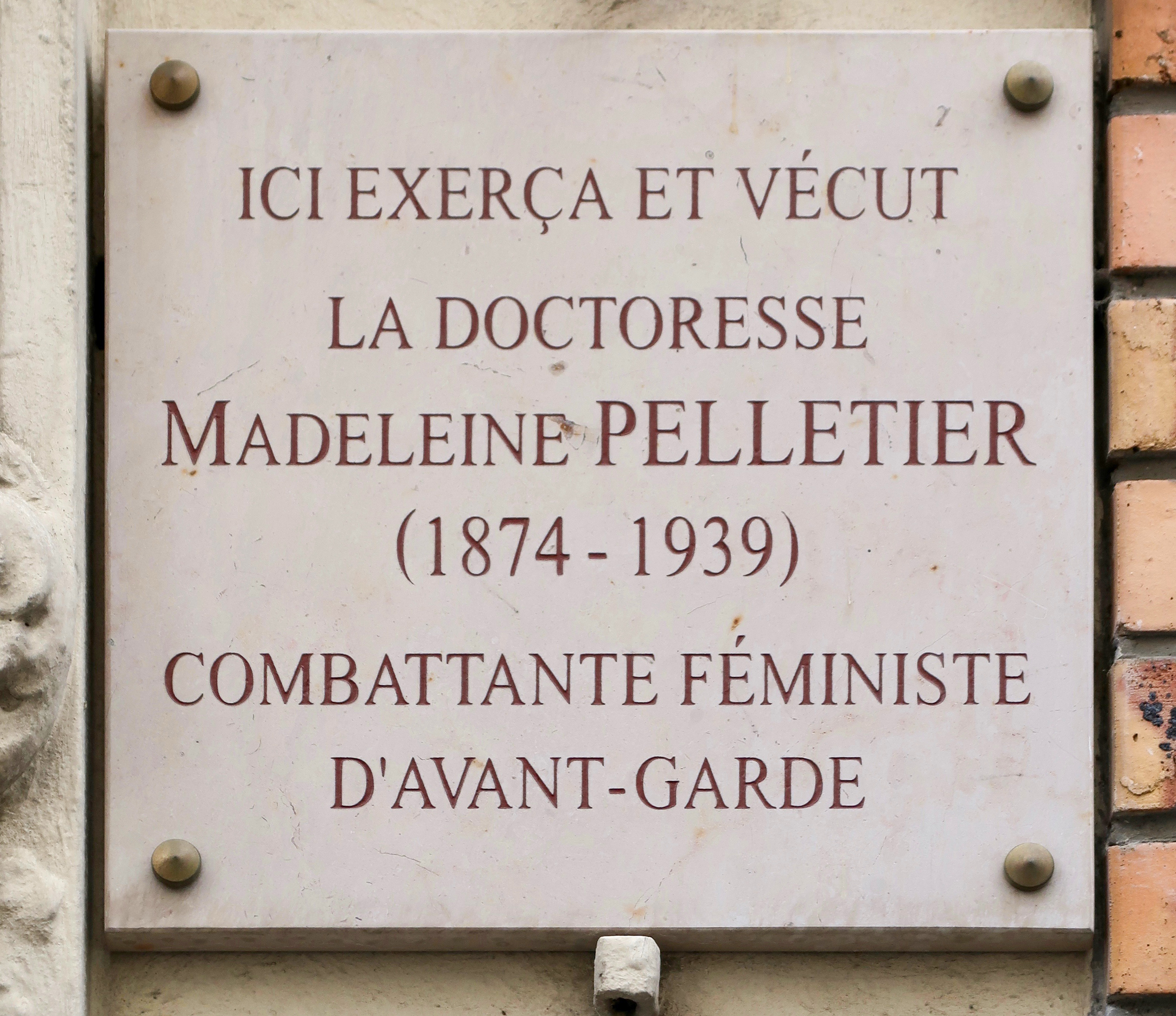
Plaque aux nos 80-82.